# Ahura Mazda
Ahura Mazda (còn được gọi là Ohrmazd, Ahuramazda, Hourmazd, Hormazd, Hurmuz, Aramazd hay Azzandara) là tên Avestan của một vị thần trong tôn giáo Iran cổ được Zarathustra, người sáng lập nên Hỏa giáo tuyên bố là vị thần đại diện cho kiến thức, sự thông thái và hài hòa. Ahura Mazda còn được gọi là thần Lửa (Ba Tư giáo cũng có tên khác là Hỏa giáo), người tạo ra ánh sáng ban ngày và nắng, tượng trưng cho bình yên và cái thiện. Ahura Mazda được thờ phụng với tư cách là thần tối cao của Bái Hỏa giáo, cùng với các vị thần đầu tiên và gọi thường xuyên nhất trong các Yasna. Từ Ahura có nghĩa là ánh sáng và Mazda là sự khôn ngoan, bởi thế Ahura Mazda là chúa tể của ánh sáng và sự khôn ngoan. Ahura Mazda là người tạo ra và ủng hộ Arta. Ahura Mazda là toàn trí, và một vị thần toàn năng, đánh bại cái ác. Vị thần đối nghịch của Ahura Mazda là Angra Mainyu, nên kẻ tạo cái ác sẽ bị hủy diệt trước frashokereti (sự hủy diệt của các ác).
Ahura Mazda lần đầu tiên xuất hiện trong giai đoạn Achaemenid dưới các bản khắc Behistun của Darius I. Cho đến Artaxerxes II, Ahura Mazda được thờ cúng và cầu khẩn một mình. Với Artaxerxes II, Ahura Mazda đã được dẫn dắt trong bộ ba với Mithra và Apam Napat.
Trong vương quốc, Ahura Mazda là vị thần tối cao, đã sáng tạo ra vũ trụ, là chúa tể của vương quốc ánh sáng. Ahura Mazda là vị thần đã ban ân huệ cho tất cả mọi người, cũng là người phán xét cuối cùng mọi linh hồn nhân sinh. Trong Kinh Văn của Bái Hoả Giáo, Đại Thiên Sứ có nghĩa là "Kẻ bất tử của Thần Thánh", cũng có nghĩa là "những phụ tá tối cao". Họ cùng với vị Chủ thần hoạt động và thường biểu hiện rõ những thuộc tính của chủ thần. Kinh văn thường đề cập đến 7 vị Đại Thiên Sứ, theo thứ tự tài trí và địa vị như sau: Thánh linh (Spenta Mainyu), Thiện tư Thánh Thiên (Vohu Manah), Thiên Tắc Thiên Sứ (Asha Vahishta) Kiền kính Thiên Sứ (Spenia Armaiti), Vương Quốc Thiên Sứ (Khshatara) Hoàn thiện Thiên sứ (Khshtara), Bất hủ Thiên sứ (Amuretat), những Thiên sứ: Thiên tắc, Thiện Tư, Vương Quốc là Nam Thiên sứ; Những vị: Kiền kính, Bất hủ, Thánh linh là Nữ Thiên sứ.
Trong giai đoạn Achaemenid, các hoàng đế ra lệnh vẽ một cỗ xe ngựa có những con ngựa trắng, mời Ahura Mazda đi cùng với quân đội Ba Tư vào trận chiến. Hình ảnh của Ahura Mazda bắt đầu trong giai đoạn Parthia, nhưng đã bị thay thế bằng đá có hình khắc trong thời kỳ Sassanid.